# غريغ بيتس
غريغ بيتس (بالإنجليزية: Greg Bates)‏ هو مغني ومغن مؤلف أمريكي، ولد في 25 سبتمبر 1987 في ناشفيل في الولايات المتحدة.

## وصلات خارجية
- الموقع الرسمي
- غريغ بيتس على موقع ميوزك برينز (الإنجليزية)
- غريغ بيتس على موقع أول ميوزيك (الإنجليزية)
- غريغ بيتس على موقع ديسكوغز (الإنجليزية)